# Duosnemertes marmorata
Duosnemertes marmorata är en djurart som tillhör fylumet slemmaskar, och som först beskrevs av Heinrich Bürger 1895.  Duosnemertes marmorata ingår i släktet Duosnemertes och familjen Amphiporidae. Inga underarter finns listade i Catalogue of Life.